# Frank Simek
Pour les articles homonymes, voir Simek.
Frank Simek (de son nom complet Franklin Michael Simek) est un joueur international américain de soccer né le 13 octobre 1984 à Saint-Louis (Missouri, États-Unis).

## Biographie
Frank Simek est né à Saint-Louis dans le Missouri. Enfant, il joue au soccer aux États-Unis avant d'arriver en Angleterre à l'âge de 8 ans lorsque son père accepte un travail à Londres dans l'entreprise américaine Anheuser-Busch. Il signe un contrat de développement avec Arsenal à l'âge de 12 ans, mais il retourne à Saint-Louis où il joue à l'université à la St. Louis University High School et au Metro FC avec certains coéquipiers (Chris Loftus, Nathan Sabich, Eric Joseph et Adam Lanter). Ses entraîneurs sont Dave Fernandez et Dale Schilly. Arsenal lui propose finalement à l'âge de 16 ans un contrat stagiaire qu'il accepte. Il joue dans les différentes catégories de jeunes du club et devient capitaine de la réserve. Parallèlement, il est sélectionné dans l'équipe américaine des moins de 20 ans en 2002 qui participe au Championnat d'Amérique du Nord, centrale et Caraïbe des moins de 20 ans 2003 qui sert de qualification à la Coupe du monde des moins de 20 ans 2003. Simek participe et marque lors du troisième match qui était sans enjeu pour les américains contre le Canada (défaite 2-3), pour sa seule apparition dans cette compétition. Bien que participant régulièrement aux camps d'entraînement de la sélection en préparation de cette coupe du monde U20,, il n'y participe pas pour rester avec Arsenal. D'ailleurs, il ne jouera qu'un seul match avec le club londonien dans sa carrière lors du huitième de finale de coupe de la Ligue gagné 5 buts à 1, le 2 décembre 2003 contre les Wolverhampton Wanderers qui se déroule pendant le mondial U20,. 
Un an après, il ne joue toujours pas avec l'équipe première. Il est prêté le 19 octobre 2014 aux Queens Park Rangers qui évoluent en Championship pendant un mois à la suite de la blessure de Danny Shittu,. Il débute le jour même à Preston North End en championnat où son équipe s'incline 2-1. Il joue cinq matchs en tout durant ce prêt. Il est prêté une deuxième fois dans la saison le 24 mars 2015 à l'AFC Bournemouth qui évolue en League One et qui se bat pour atteindre les play-offs d'accession au Championship. Initialement d'un mois, son prêt est prolongé d'un mois supplémentaire. Il dispute les huit matchs de son équipe en tant que titulaire durant son prêt. Son équipe échoue finalement à accéder aux play-offs.
Le 28 mai 2005, il est laissé libre par Arsenal. Le 27 juillet, il s'engage pour trois ans avec Sheffield Wednesday qui évolue en Championship,. Il débute le 6 août en championnat à Stoke City par un match nul 0-0. Ses bonnes performances poussent le capitaine Lee Bullen, titulaire au poste d'arrière droit à jouer à un autre poste. Il marque son premier but en club, le 4 février 2006 lors de la victoire de Sheffield 1-0 à Millwall. Lors de cette première saison, il dispute 45 matchs pour un but marqué toutes compétitions confondues. Il continue sur sa lancée lors de la saison suivante, ce qui lui permet d'être appelé en sélection par Bob Bradley en mars 2007. Il débute en sélection lors d'un match amical contre le Guatemala en amical le 28 mars 2007,. Il termine sa saison en club avec 44 matchs pour un but marqué toutes compétitions confondues. Il dispute un autre match amical en sélection en juin face à la Chine avant de disputer la Gold Cup qu'il remporte. Il en dispute trois matchs dont la finale où il entre en jeu à la soixante-douzième minute. Ces cinq matchs en sélection lors de cette année 2007 seront les seuls de sa carrière.
Durant l'intersaison, il prolonge son contrat de trois ans à Sheffield ce qui le lie au club jusqu'en 2010. Pour sa troisième saison au club toujours en Championship, il est toujours titulaire au poste d'arrière droit. Le 15 décembre 2007, il se blesse à la cheville lors du déplacement de son équipe à Crystal Palace. D'abord estimée de six à huit semaines, sa convalescence va s'avérer beaucoup plus longue. En avril 2008, il est réopéré à la cheville, ce qui lui fait manquer le reste de la saison. Il termine cette saison avec 20 matchs disputés.
En juillet, son équipe ne sait pas encore quand son joueur reviendra sur les terrains. Après quelques apparitions en équipe réserve en octobre, il revient en équipe première le 28 octobre, en entrant en jeu lors de la défaite de son équipe à domicile 0-1 face à Plymouth Argyle. Touché par les blessures, il ne dispute que 6 matchs lors de cette saison.
Sa cinquième et dernière saison au club, se passe comme la précédente. Régulièrement blessé, il ne joue que quinze matchs. Son équipe est reléguée en League One à l'issue de la saison.
N'étant pas conservé par Sheffield, il s'engage pour deux ans à Carlisle United. Il dispute les 56 matchs de son équipe lors de la saison 2010-2011 de son équipe,. Il remporte lors de cette saison le Football League Trophy pour ce qui sera son seul trophée obtenu en club. Lors de la saison 2011-2012, il se blesse à la hanche dès le premier match de la saison face à Notts County. Il manque quatre mois de compétition mais il retrouve sa place de titulaire. Il termine la saison avec 25 matchs au compteur. À l'issue de la saison, il prolonge d'un an. Il dispute une dernière saison à Carlisle où il dispute 42 matchs. Pourtant, il n'est pas prolongé par Carlisle à l'issue de la saison.

## Statistiques

### En club
| Saison                | Club                  | Championnat           | Championnat | Championnat | Coupe nationale | Coupe nationale | Coupe de la Ligue | Coupe de la Ligue | Football League Trophy | Football League Trophy | Total | Total |
| Saison                | Club                  | Division              | M.          | B.          | M.              | B.              | M.                | B.                | M.                     | B.                     | M.    | B.    |
| 2003-2004             | Arsenal FC            | Premier League        | -           | -           | -               | -               | 1                 | 0                 | -                      | -                      | 1     | 0     |
| 2004-2005             | Arsenal FC            | Premier League        | -           | -           | -               | -               | -                 | -                 | -                      | -                      | 0     | 0     |
| 2004                  | Queens Park Rangers   | Championship          | 5           | 0           | -               | -               | -                 | -                 | -                      | -                      | 5     | 0     |
| 2005                  | AFC Bournemouth       | League One            | 8           | 0           | -               | -               | -                 | -                 | -                      | -                      | 8     | 0     |
| 2005-2006             | Sheffield Wednesday   | Championship          | 43          | 1           | 1               | 0               | 1                 | 0                 | -                      | -                      | 45    | 1     |
| 2006-2007             | Sheffield Wednesday   | Championship          | 41          | 1           | 2               | 0               | 1                 | 0                 | -                      | -                      | 44    | 1     |
| 2007-2008             | Sheffield Wednesday   | Championship          | 17          | 0           | -               | -               | 3                 | 0                 | -                      | -                      | 20    | 0     |
| 2008-2009             | Sheffield Wednesday   | Championship          | 6           | 0           | -               | -               | -                 | -                 | -                      | -                      | 6     | 0     |
| 2009-2010             | Sheffield Wednesday   | Championship          | 12          | 0           | 1               | 0               | 2                 | 0                 | -                      | -                      | 15    | 0     |
| 2010-2011             | Carlisle United       | League One            | 46          | 0           | 3               | 0               | 1                 | 0                 | 6                      | 0                      | 56    | 0     |
| 2011-2012             | Carlisle United       | League One            | 25          | 0           | -               | -               | -                 | -                 | -                      | -                      | 25    | 0     |
| 2012-2013             | Carlisle United       | League One            | 38          | 0           | 2               | 0               | 1                 | 0                 | 1                      | 0                      | 42    | 0     |
| Total sur la carrière | Total sur la carrière | Total sur la carrière | 241         | 2           | 9               | 0               | 10                | 0                 | 7                      | 0                      | 267   | 2     |

### En sélection
Les tableaux suivants dressent les statistiques de Frank Simek en sélection nationale par année ainsi que la liste de ses cinq sélections.
| Sélection  | Année | Statistiques | Statistiques |
| Sélection  | Année | Matchs       | Buts         |
| ---------- | ----- | ------------ | ------------ |
| États-Unis | 2007  | 5            | 0            |
| Total      | Total | 5            | 0            |

| Matchs internationaux de Frank Simek | Matchs internationaux de Frank Simek | Matchs internationaux de Frank Simek | Matchs internationaux de Frank Simek | Matchs internationaux de Frank Simek | Matchs internationaux de Frank Simek | Matchs internationaux de Frank Simek |
|                                      | Date                                 | Lieu                                 | Adversaire                           | Compétition                          | Résultat                             | Notes                                |
| ------------------------------------ | ------------------------------------ | ------------------------------------ | ------------------------------------ | ------------------------------------ | ------------------------------------ | ------------------------------------ |
| 1                                    | 28 mars 2007                         | Guatemala                            | Pizza Hut Park, Frisco               | Amical                               | 0-0                                  |                                      |
| 2                                    | 2 juin 2007                          | Chine                                | Spartan Stadium, San José            | Amical                               | 4-1                                  | 74e                                  |
| 3                                    | 9 juin 2007                          | Trinité-et-Tobago                    | Home Depot Center, Carson            | Gold Cup 2007                        | 2-0                                  |                                      |
| 4                                    | 12 juin 2007                         | Salvador                             | Gillette Stadium, Foxborough         | Gold Cup 2007                        | 4-0                                  | 81e                                  |
| 5                                    | 24 juin 2007                         | Mexique                              | Soldier Field, Chicago               | Gold Cup 2007                        | 2-1                                  | 72e                                  |

## Palmarès
- Vainqueur de la Gold Cup en 2007
- Vainqueur du Football League Trophy en 2011